# Будь счастлива, Юлия!
«Будь счастлива, Юлия!» — советский фильм-мелодрама 1983 года. В главных ролях — Елена Проклова и Михай Волонтир.

## Сюжет
Героиня фильма Юлия любит  его героя Раду  со времени, когда они учились. школе. Она добилась его. Пара долгое время вместе, и на первый взгляд в семье всё хорошо. Раду  работает председателем совхоза, у них есть большой дом, в котором все есть. Но у пары есть беда — женщина бесплодна. Юлии приходит в голову мысль пригласить в дом молодую девушку и сделать её своей дочкой. Далее зрителям предстоит стать свидетелями перепетий любовного треугольника.

## В ролях
- Елена Проклова — Юлия
- Михай Волонтир — Раду
- Ирина Юревич — Вера
- Евгения Тодорашко — Таисия
- Василе Тэбырцэ — Оникэ
- Виктор Чутак — Бадя Тудос
- Юрий Веялис — Игорь
- Тикэ Бургиу — Миту
- В. Аханов — Нелу

В эпизодах:
- Светлана Тулгара
- Трифон Грузин
- Нина Дони
- Р. Бырка
- Ю. Хассо
- А. Лашку
- М. Гырну

## Съёмочная группа
- Автор сценария: Андрей Бурак
- Режиссёр: Якоб Бургиу
- Оператор: Валентин Белоногов
- Художник: Фёдор Лупашко
- Композитор: Тудор Кирияк